# Cycloalkene

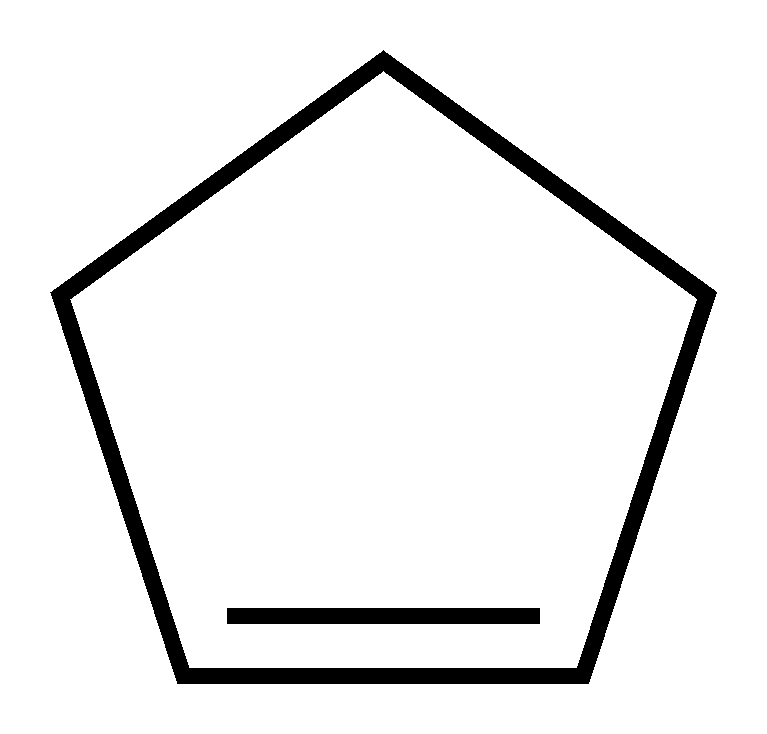
Ein einfaches Cycloalken, das Cyclopenten.

Strukturformel von Cyclopentadien.

Cycloalkene (auch Cycloolefine) sind alicyclische Verbindungen, die ähnlich den Alkenen eine Doppelbindung zwischen zwei Kohlenstoffatomen des Moleküls besitzen.

## Herstellung
Cycloalkene werden meist durch Eliminierungsreaktionen hergestellt, z. B. aus Cycloalkanolen durch die säurekatalysierte Eliminierung von Wasser. Die Ringschlussmetathese von α,ω-Dialkenen liefert ebenfalls Cycloalkene.

## Reaktionen
Wie bei allen Alkenen können auch an der Doppelbindung von Cycloalkenen leicht Additionsreaktionen erfolgen.
Der Polymerisation von Cycloalkenen geht meist eine Metathese, genauer eine Ringöffnungsmetathese, voraus. Erst dann erfolgt die eigentliche Polymerisation.